# Wolf von Igel

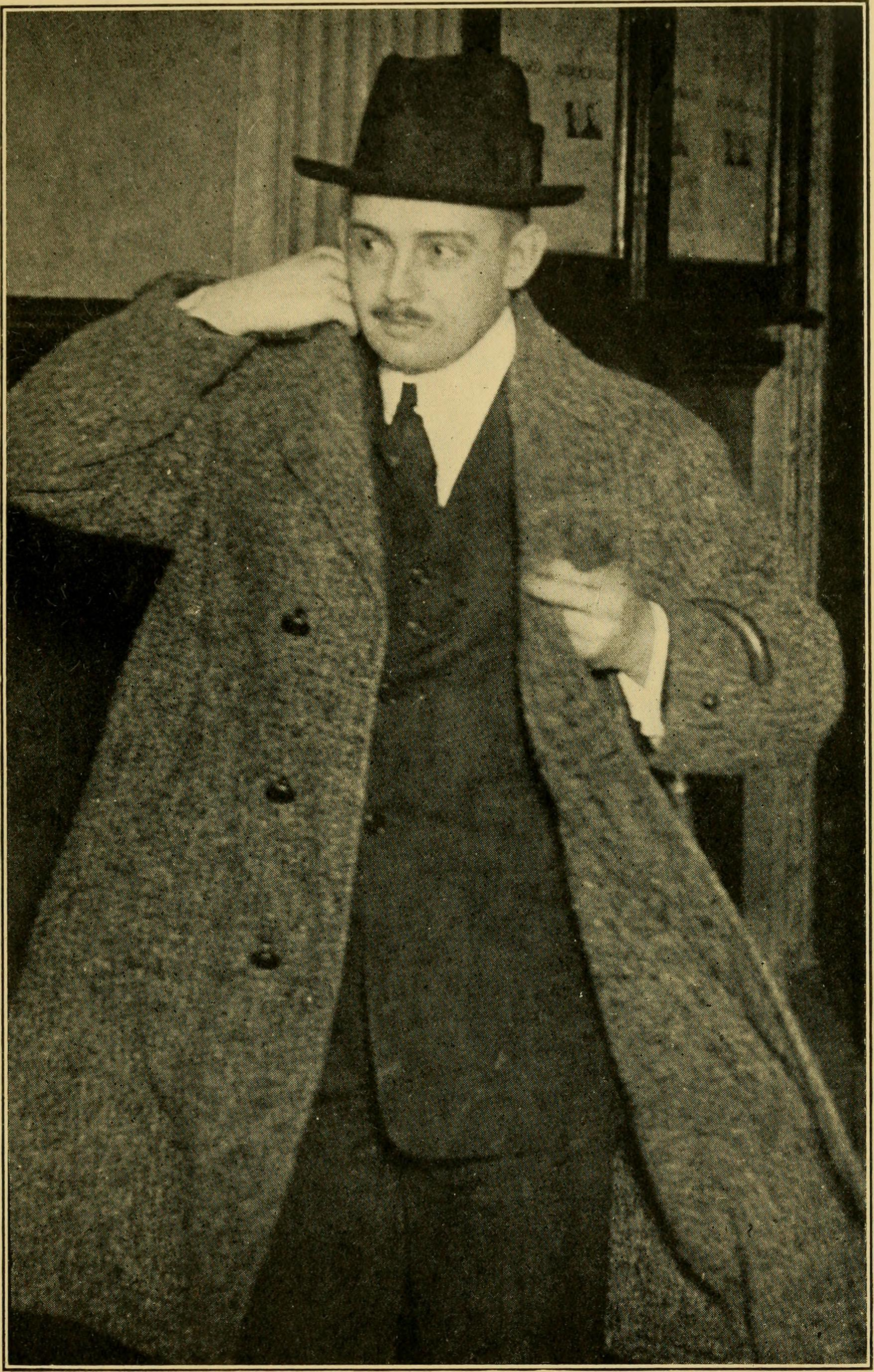
Wolf von Igel

Wolf Walter Franz von Igel (* 11. Januar 1888 in Posen; † 17. Mai 1970 in Bremen) war ein deutscher Offizier und Agent. Igel war einer der Hauptverantwortlichen für die Spionage- und Sabotageaktionen des Deutschen Reiches in den Vereinigten Staaten während des Ersten Weltkrieges in den Jahren 1914 bis 1916.

## Leben

### Herkunft
Er war der Sohn des späteren preußischen Generals der Infanterie Heinrich von Igel (1839–1918) und dessen Ehefrau Elisabeth Charlotte Henriette, geborene Bronsart von Schellendorff.

### Tätigkeit
In seiner Jugend schlug Igel die Militärlaufbahn in der Preußischen Armee ein, in der er den Rang eines Leutnants im Großherzoglich Mecklenburgischen Feldartillerie-Regiment Nr. 60 erreichte.
Im August 1914, unmittelbar nach dem Ausbruch des Ersten Weltkriegs, wurde Igel vom deutschen Generalstab in die damals noch neutralen Vereinigten Staaten geschickt, um die dortigen Vertreter der Reichsregierung um den Botschafter Bernstorff bei der Wahrung der deutschen Interessen zu unterstützen. Zunächst fiel ihm die Aufgabe zu ein deutsches Kriegsnachrichtenbüro in einem Hochhaus in der Wall Street in New York City einzurichten, das die amerikanische Presse und Öffentlichkeit als Gegengewicht zur Propaganda der Entente-Mächte in den Vereinigten Staaten im Sinne der kaiserlichen Regierung über das Kriegsgeschehen in Europa sowie über die politischen und militärischen Aktivitäten und Ziele der deutschen Seite informieren bzw. beeinflussen sollte. Neben dieser offiziellen Funktion diente Igels Büro auch als eine nachrichtendienstliche Sammelstelle, die bestrebt war, möglichst viele für die deutschen Kriegsführung relevante Informationen zusammenzutragen und an die politische und militärische Führung in Europa weiterzuleiten. Diese betrafen in erster Linie die innenpolitische Entwicklung in den Vereinigten Staaten und speziell den europäischen Krieg betreffende Informationen, wie die Stimmung der amerikanischen Bevölkerung gegenüber dem Reich, Waffen sowie Material- und Rohstofflieferungen amerikanischer Firmen an die gegen Deutschland alliierten Mächte und Ähnliches mehr. Ferner wurden hier aber auch Informationen, die aus anderen Ecken der Welt in den USA zusammenliefen, gesammelt, die für das Kriegsgeschehen potentiell von Bedeutung sein konnten, zum Beispiel über die Kriegsmaßnahmen des auf Seiten der Entente Krieg gegen das Reich führende Kanada (Umfang der dortigen Rekrutierungen, Truppenbewegungen innerhalb des Landes, Verlegungen von Menschen und Material von Kanada nach Europa etc.), über die Unabhängigkeitsbewegungen in Indien und Irland (bzw. die in Amerika lebenden Exponenten dieser Bewegungen), deren denkbare Kulmination in aktiven Maßnahmen gegen die britische Fremdherrschaft in ihren Heimatländern das Potential in sich trug, Großbritannien als Kriegsgegner Deutschlands zu schwächen und somit die Chancen für einen für Deutschland günstigen Kriegsausgang zu verbessern.
Schließlich war Igels Büro auch in die Organisation von Sabotagemaßnahmen in den Vereinigten Staaten und Kanada involviert, die das Ziel verfolgten, die Verlegung von kanadischen Truppen und die Produktion bzw. Auslieferung von für die deutschen Kriegsgegner bestimmten amerikanischen Rüstungsgütern (Waffen, Munition, Ausrüstung etc.) nach Europa zu behindern. So plante er z. B. die Sprengung von Eisenbahnbrücken und -gleisen in Kanada, über die Truppen und Material vom Landesinneren Kanadas an die kanadische Ostküste zwecks Verschiffung nach Europa transportiert wurden, um so das Eintreffen der betreffenden Truppen und Materialien in Europa und ihren Einsatz gegen die deutschen Armeen hinauszuzögern. Besondere Bekanntheit erlangte später der Plan Igels den Wellandkanal, eine Schifffahrtsverbindung zwischen dem Eriesee und dem Ontariosee zu zerstören.
Nach der Ausweisung des deutschen Militärattachés an der deutschen Botschaft in Washington, Franz von Papen, der bis dahin die deutsche Spionage und Sabotage hauptbeaufsichtigt und koordiniert hatte, aus den Vereinigten Staaten im Dezember 1915, wurde Igel sein Nachfolger.
Bei einer Razzia, die der amerikanische Geheimdienst am 18. April 1916 in Igels New Yorker Büro durchführte, fielen diesem Unterlagen in die Hände, aus denen die Zusammenarbeit der kaiserlichen Regierung mit Teilen der irischen Unabhängigkeitsbewegung und speziell die bevorstehende Absetzung des irischen Nationalistenführers Roger Casement an der irischen Küste durch ein deutsches U-Boot sowie Vorbereitungen für einen Aufstand von Anhängern der irischen Unabhängigkeitsbewegung gegen die britische Herrschaft und die deutsche Unterstützung dieser Vorbereitungen (u. a. durch Waffenlieferungen) hervorgingen. Die Weiterleitung dieser Informationen durch das amerikanische State Department an die britische Regierung trug dazu bei den schließlich am 24. April 1916 ausbrechenden Irischen Aufstand niederzuschlagen.
Igel selbst wurde im April 1916 kurzzeitig in Haft genommen und Klage gegen ihn und drei weitere Männer wegen Verstoßes gegen die amerikanischen Neutralitätsgesetze erhoben. Aufgrund der Weigerung der deutschen Regierung, der Forderung der US-Regierung, Igels diplomatische Immunität aufzuheben, zuzustimmen, musste er jedoch bald wieder auf freien Fuß gesetzt werden.
Im Frühjahr 1917, anlässlich des Abbruchs der diplomatischen Beziehungen zwischen den Vereinigten Staaten und Deutschland, verließ Igel Amerika zusammen mit den letzten verbliebenen deutschen Diplomaten.
In späteren Jahren amtierte Igel als Direktor der Reichs-Kredit-Gesellschaft.
Im Who is Who in Germany für das Jahr 1956 ist Igel als Banker und Mitglied des Verwaltungsrats der Commerz- und Disconto Bank AG sowie des Aufsichtsrates der Deutschen Schiffahrtsbank AG in Bremen verzeichnet.

### Familie
Am 5. März 1920 heiratete Igel in Hamburg Vera Asta Ursel Erna von Kleist (* 1899). Die Ehe wurde 1928 geschieden.